# مصطفی حدید
مصطفی حدید (زادهٔ ۲۵ اوت ۱۹۸۸) یک بازیکن فوتبال افغانستانی‌تبار اهل آلمان است.
وی همچنین سابقه حضور در تیم ملی فوتبال افغانستان را دارد.